# Крест «За верную службу»
Крест «За верную службу» (нем. Kreuz für treue Dienste) - военная награда времен Первой мировой войны. Крест был учреждён 18 ноября 1914 года князем Шаумбург-Липпе Адольфом II для награждения военнослужащих за заслуги во время войны.

## Описание
Крест имел только 1 класс, но изготавливался в двух вариантах: 
- крест на ленте;
- крест в виде нагрудной броши на заколке, для награждения членов правящих семей.

Знак ордена — крест из бронзы, в центре которого находится инициалы основателя A (Adolf), увенчанные княжеской короной. На концах креста надпись «FÜR TREUE DIENSTE 1914». Обратная сторона креста была гладкая.
Крест носился на левой стороне груди.
Для награждения комбатантов использовалась синяя лента с тремя белыми полосками, для награждения некомбатантов - белая лента.

## Известные лица, награждённые крестом
- Вильгельм фон Апель
- Курт Бадински
- Людвиг Бек
- Вернер фон Бломберг
- Максимилиан фон Херфф
- Иоахим фон Корцфляйш
- Эрих фон Манштейн
- Манфред фон Рихтгофен